# Tetrameranthus macrocarpus
Tetrameranthus macrocarpus är en kirimojaväxtart som beskrevs av Robert Elias Fries. Tetrameranthus macrocarpus ingår i släktet Tetrameranthus och familjen kirimojaväxter. Inga underarter finns listade i Catalogue of Life.